# 192 (число)
192 (Сто дев'яно́сто два) — натуральне число між  191 та  193.
- 192 день в році — 11 липня (у високосний рік 10 липня).

## У математиці
- щасливе число

## В інших галузях
- 192 рік, 192 до н. е.
- NGC 192 — спіральна галактика з перемичкою (SBa) в сузір'ї Кит.
- В Юнікоді 00C0  16  — код для символу «À» (Latin Capital Letter A With Grave).